# 梅溪通虎
梅溪 通虎（梅渓、うめたに みちとら、1902年（明治35年）3月8日 - 1984年（昭和59年）8月9日）は、昭和期の実業家、政治家、華族。貴族院子爵議員。旧姓・松平。梅溪家12代当主。

## 経歴
三重県で、実業家・松平家晃、則子夫妻の二男として生まれる。生まれてすぐ母方の梅溪家当主・梅溪通魯の養子となり、養父の死去に伴い、1920年（大正9年）6月21日に子爵を襲爵した。
1925年（大正14年）3月、京都帝国大学法学部法律学科を卒業。さらに同大学院を修了した。日本鉱業監査役、日本水産本店庶務課長、日本海洋漁業統制（株）理事などを務めた。
1945年（昭和20年）10月25日、貴族院子爵議員補欠選挙で当選し、研究会に所属して活動し、1947年（昭和22年）5月2日の貴族院廃止まで在任した。

## 親族
- 母方曾祖父 梅溪通治 (1831-1916) - 子爵[1]、梅溪家10代目当主。9代目当主梅溪通善（参議六条有言の次男、梅溪家8代目当主・侍従梅渓通修の養子）の長男[8]。妹に鍋島直大の正室・胤子 (1850-1880)[9]。
- 母方祖父 梅溪通昌 - 通治の息子[1]
- 父方祖父 松平祐右衛門 - 三重県桑名の地主。代々仁和寺の宮の家臣だったが、明治維新後商人となり、拓殖を業とした[10]。
- 実父 松平家晃（1867年生）- 祐右衛門の長男。三重県多額納税者、松平殖産（株）取締役社長。地元の地方議員を歴任したほか、松月堂古流の日本総会頭、花道議会の議長を務めた[10]。
- 養父 梅溪通魯(1864-1920) - 梅溪家11代目当主。9代目当主梅溪通善の二男。慶應義塾出身。妹の貞子（1887年生）は池坊専啓の妻[11][12]。弟の梅溪通弘の妻は梅小路定行の娘。
- 母 松平則子（1881年生）- 梅溪通昌の娘[1][13]。大日本歌道奨励会三重県支部長[10]。
- 妻 夏子 - 仙石政敬三女[1]
- 長男 通明[1]
  - 妻 昌子 - 二条弼基長女[1]
- 二女 峯子 - 正力亨妻[1]
- 三女 池坊保子 - 池坊専永妻[1]。専永は、通虎の養父・梅溪通魯の妹である貞子夫婦の養子（池坊専威）の子。
- 妹 相楽淳子 - 松平家晃長女、奈良華族の相楽綱直（子爵富小路敬直の二男）養女、相楽公愛（侯爵嵯峨公勝の四男）妻[1]

読売新聞グループ本社社主や巨人軍名誉オーナー、日本テレビ取締役などを務めた正力亨と華道家元の池坊専永は娘婿で、CS日本（CS日テレ）代表取締役社長で読売新聞グループ本社個人株主の正力源一郎と四代目池坊専好（旧名・池坊由紀）と池坊美佳は孫に当たる。